# Joan Paradell i Solé
Joan Paradell i Solé (Igualada, 6 de març de 1956) és un músic català, organista titular de la Capella Musical Pontifícia des de l'any 2011, prèviament organista titular de la Basílica de Santa Maria Major de Roma, i catedràtic d'Orgue i Cant Gregorià al Conservatori estatal de Música Italià de Frosinone. També és el director artístic del Festival Internacional d'Orgue d'Igualada, que es du a terme anualment a la Basílica de Santa Maria d'Igualada. És considerat un dels músics igualadins més destacats juntament amb Jordi Savall, David Padrós i Josefina Rigolfas.

## Biografia
Va estudiar a l'Escola Pia d'Igualada. Inicià els estudis musicals a l'edat de vuit anys, amb el gregorianista P. Albert Foix, i continuà amb cursos regulars al Conservatori d'Igualada i al Conservatori del Gran Teatre del Liceu de Barcelona. Començà l'estudi d'orgue amb la professora Montserrat Torrent. Freqüentà el 7è i 8è curs de Direcció Coral i Pedagogia musical a Lleida (1970-71), amb els professors Leopold Massó i Erwin List. A finals del 1971, va contribuir en la creació de la Coral Els Verdums, cor infantil d'Igualada, sobretot pel que fa al mètode pedagògic i l'ensenyament musical als cantaires.
Resideix a Roma des de 1973, on obtingué el diploma en Orgue i Composició Organística sota la direcció del professor Valentí Miserachs. Posteriorment, es perfeccionà durant tres anys a Alemanya amb el professor Günther Kaunzinger. Des del 1989 fins al 2011, va ser organista titular de la Basílica de Santa Maria Major, on utilitzà un orgue de cinc mil tubs.
Com a concertista d'orgue. ha actuat en nombrosos països d'Europa i de l'Amèrica del Sud i del Nord i en festivals nacionals i internacionals. El seu repertori comprèn música contemporània i antiga, amb especial interès per la música simfònica-organística. Ha actuat en diverses edicions d'“Els orgues de Catalunya”. Ha interpretat, en primera audició, obres d'autors contemporanis notables; i ha fet enregistraments per a cadenes de ràdio i televisió a Itàlia i Espanya, i per a la Deutschalndradio de Berlín i Radio Sao Paulo de Brasil. Entre aquestes obres hi ha la guanyadora del Concurs “Cristóbal Halffter” l'any 1993. Amb el cor “Polifonisti Romani” ha enregistrat dos CD amb composicions de Lorenzo Perosi i Valentí Miserachs. És autor de nombrosos enregistraments per a la casa Elledici.
El maig de 1993, va donar el curs “El acompañamiento del Canto Gregoriano” al Real Conservatorio Superior de Música de Madrid.
L'any 2011 el papa Benet XVI va nomenar-lo organista titular de la Capella Musical Pontifícia, anomenada 'Sistina' i, per tant, va ser-ne l'organista que toca en les celebracions litúrgiques presidides pel papa a la Basílica de Sant Pere del Vaticà. D'aquesta manera, Paradell es convertí en el primer organista titular de la història d'aquesta capella, creada el 1471, ja que, fins aquell moment, aquesta coral no havia tingut aquest càrrec. Davant la incompatibilitat amb el càrrec d'organista de Santa Maria Major, i en agraïment a la bona feina feta durant quasi trenta anys, fou nomenat Primer Organista Emèrit de Santa Maria Major de Roma.